# Plecturocebus aureipalatii
Plecturocebus aureipalatii (лат.) — вид обезьян из семейства саковых, открытый в 2004 году в западной части Боливии. Свое название относящийся к обезьянам Нового Света вид получил в честь онлайн-казино Golden Palace, которое сделало значительное пожертвование в пользу национального парка Мадиди.

## Описание
Мех оранжево-коричневый. Моногамны. Пары охраняют свою территорию от других, в основном используя особые «территориальные» крики. Самец носит детёнышей на себе, пока они не обретают навык самостоятельного перемещения.

## Распространение
Населяют леса Боливии у подножия Анд. Скорее всего, обезьяна не является эндемиком и распространена также в южной части Перу (как минимум, до реки Тамбопата).

## История изучения
Обезьяна впервые была замечена британским и боливийским учёными Робертом Уоллесом и Умберто Гомесом, изучавшими животных парка, в 2000 году. Вид получил статус нового в 2004 году, став первым приматом, открытым в Боливии за 60 лет. Описан был в 2006 году как Callicebus aureipalatii. В 2016 году согласно молекулярно-генетическим исследованиям Byrne с коллегами перенесли вид в род Plecturocebus.